# Leptospermeae
Leptospermeae é uma tribo pertencente à família das mirtáceas. Tem os seguintes géneros:

## Géneros
| - Agonis DC. & Sweet - Angasomyrtus Trudgen & Keighery - Asteromyrtus Schauer - Homalospermum Schauer - Kunzea Rchb. - Leptospermum J.R.Forst. & G.Forst. - Neofabricia Joy Thomps. - Pericalymma (Endl.) Endl. |